# Duh (album)
Duh è l'album di debutto del gruppo punk rock, Lagwagon, pubblicato il 20 giugno 1992 da Fat Wreck Chords.
Tutti i brani sono stati scritti da Joey Cape eccetto Beer Goggles, scritto da Cape, Dewey & Plourde.

## Tracce
1. Tragic Vision – 2:33
2. Foiled Again – 1:34
3. Bury the Hatchet – 2:46
4. Angry Days – 3:14
5. Noble End – 1:38
6. Child (Inside) – 2:09
7. Bad Moon Rising (cover dei Creedence Clearwater Revival) – 1:49
8. Beer Goggles – 2:43
9. Inspector Gadget – 0:24
10. Parents Guide to Living – 1:45
11. Mr. Coffee – 2:15
12. Of Mind and Matter – 2:45
13. Stop Whining – 2:36
14. Lag Wagon – 2:49

## Formazione
- Joey Cape - voce
- Chris Flippin - chitarra
- Shawn Dewey - chitarra
- Jesse Buglione - basso
- Derrick Plourde - batteria